# 三上彩奈
三上 彩奈（みかみ あやな、1992年6月17日 - ）は、JPBA日本プロボウリング協会のプロボウラーでありボイスワークス所属のフリーアナウンサー。2022年プロ入り、第54期生ライセンスNo594。株式会社Star Like所属。用具契約はアメリカンボウリングサービス（ABS）。
元群馬テレビのアナウンサー兼報道記者、元NHK盛岡放送局キャスター。

## 来歴
- 1992年6月17日、青森県に生まれる。

- 法政大学在学中はTOKYO MXの高校野球開会式中継で裏方の手伝いを行った[2]。

- 2016年3月、法政大学を卒業。4月にNHK盛岡放送局に入局。

- 2019年3月に同局を退職し、4月より群馬テレビに入社。

- 2022年3月に群馬テレビを退職。

- 2022年4月～5月に行われたJPBA日本プロボウリング協会主催のプロ資格取得テスト（通称プロテスト）に挑戦し、1回目の受験で合格（合格11名中7位）。
- プロデビューは2022年度下半期女子トーナメント出場順位決定戦にてプロ入り後初出場し126名中79位。12ゲームトータル2255ピン、アベレージ187,91。

- 2022プロボウリングレディース新人戦にて公式トーナメント戦デビューを果たし出場プロ選手25名中23位で初の賞金26000円を獲得。
- 2022年、アメリカンボウリングサービス（ABS)と用品契約を締結。
- 2024年、P-リーグに初参戦。キャッチフレーズは「投げる！めんこいキャスター」。

## 人物
- 趣味は体を動かすこと、声を出して笑うこと。
- スポーツ歴は水泳、バレーボール、バドミントン。
- 珠算能力検定試験4段と暗算能力検定試験2段に合格。

- アナウンサー時代の特技はボウリングでパーフェクトゲームを達成したこともある。その模様は自身が司会をしていた群馬テレビのひるポチッ！の番組内でも放送された。また国体への出場経験もある。
- ボウリングを本格的に始めるきっかけとなったのはNHK盛岡キャスター時代にスポーツ少年団との対決を生放送されJBC にスカウトされたこと。
- 師匠はプロボウラーの正田晃也となっているがプロテスト受験に際しての推薦にサインした一人が正田氏だという。（2022年当時、受験には推薦に5年以上のプロボウラー2名のサインが必要だった）。
- プロボウラーとしての抱負は「私は一人のプロボウラーとしてそしてアナウンサーとしてボウリングの普及に貢献していきたい」と語っている。

- 座右の銘は「猪突猛進」。
- 現在、株式会社StarLike所属のプロボウラー兼ボイスワークス所属のフリーアナウンサーとしての二刀流の活躍を目指している。

## 過去の出演番組
- ひるっコいわて（ＮＨＫ盛岡放送局時代）
- おばんですいわて（ＮＨＫ盛岡放送局時代・主に中継）
- ひるポチッ!（2019年4月12日 - ？）[3]
- ニュースジャスト6 - お天気情報
- ニュースeye8 - Mスポ、金曜キャスター（2019年10月4日 - 、隔週）[4]
- サタデーニュースジャスト（2019年10月5日 -？ ）[4]
- ぐんまの風景を魅せる土木技術 ～BIRD'S EYE Ⅲ～ - ナレーション
- ビジネスジャーナル - リポーター
- ぐんま!トリビア図鑑 - リポーター

## プロ入り後の主な戦績

### 2022年
- 2022年度下半期女子トーナメント出場順位決定戦　79位
- スカイAカップ2022プロボウリングレディース新人戦　23位
- ポイントランキング131位アベレージ187.21

### 2023年
- 2023年度下半期女子トーナメント出場順位決定戦　11位
- スカイAカップ2023プロボウリングレディース新人戦　22位
- 第39回六甲クイーンズオープントーナメント　67位
- 中日杯2023東海オープン女子　24位
- 大岡産業レディーストーナメント2023　63位
- 第16回MKチャリティーカップ女子　16位
- 第55回全日本女子プロボウリング選手権大会　61位